# 田嶋秀任
田嶋 秀任（たじま ひでとう、1984年12月10日 - ）は、日本の元タレント。
茨城県水戸市出身。子役として活動し、1992年よりフジテレビ子供番組『ウゴウゴルーガ』に「ウゴウゴくん」として小出由華と共に出演した。後に芸能界から引退。

## 人物・エピソード

### 『ウゴウゴルーガ』出演当時
- 当時はサッカーが趣味で、鹿島アントラーズファン、尊敬する人はジーコ（前サッカー日本代表監督）と語っていた。
- 本番中におもらしをしたり服を破ったりしたことがある。
- 4月8日放送分では、レストランを営む父母、祖父、姉と5人で出演していた。ただしその後の『復活!じゃないよ!?ウゴウゴルーガスペシャル』の時点では、立川市で母と二人暮らししている様子が放送された。
- 汗をたくさんかくため、常にハンカチを複数枚携帯している。

### 『ウゴウゴルーガ』終了後
- 『ウゴウゴルーガ』放送終了後も「ウゴウゴくん」と呼ばれることが多い。
- 高校ではバスケットボール部に所属し、キャプテンを務めた。愛読漫画は「スラムダンク」。
- 高校卒業後、テレビ業界向けの専門学校に入学した。
- 子供の頃は梅干しが嫌いだったが、大人になり克服。
- ベッカムの真似をしてピアスの穴を開ける。
- 2007年3月1日の『ウゴウゴルーガおきらくごくらく15年不完全復刻DVDBOX』の記者発表にて、久々にマスコミに姿を見せる。また同DVDの特典映像『ウゴウゴルーガ2007』および特別番組『復活!じゃないよ!?ウゴウゴルーガスペシャル』にて、成長したウゴウゴくんとして出演。本人曰く、テレビ番組制作の仕事を目指していたが、今は「自分探しの旅をしている最中」と語る[1]。
- その後、2009年1月11日放送の『大胆MAP』（2時間SP）に出演し、放送では「マルチタレントを目指して活動中」としていた[2]。
  - ウゴウゴルーガで共演した小出由華から紹介されて出演。小出曰く「（田嶋とは）家族ぐるみで仲がいい」とのこと。

## 出演番組
- ウゴウゴルーガ（フジテレビ系）
- 鳥人戦隊ジェットマン 第46話（テレビ朝日系） - 大石雷太の少年時代 役
- 大家族ドラマ 嫁の出る幕 - 中川武夫 役
- 仰げば尊し 第2話「放課後に逢いたい」（フジテレビ系）
- シチリアの龍舌蘭（フジテレビ系） - ププ 役
- 小出由華の見ちゃえばいいじゃん!（2007年3月30日、GyaOジョッキー）
- 大胆MAP 人気アニメ・ヒット歌手・懐かしCM あの気になる人たちの顔 全部見せちゃうぞSP （2009年1月11日、テレビ朝日）